# Autonomistes indépendants
Les Autonomistes indépendants (en italien Autonomisti Indipendenti, AI) étaient un parti politique italien d'idéologie social-libérale actif en Vallée d'Aoste.

## Historique
Il fut fondé en mars 1991 par Ilario Lanivi, ex-membre dirigeant des Autonomistes démocrates progressistes et Aimé Maquignaz. Des tensions avaient surgi au sein de ce parti en raison des élections politiques d'avril 1992. En avril 1992, Lanivi devint le président de la région grâce à une coalition composée de l'Union valdôtaine, du Parti démocrate de la gauche, du Parti socialiste italien, des Autonomistes démocrates progressistes et du Parti républicain italien.
Aux élections régionales de 1993, les Autonomiste indépendants unirent leurs forces avec celles de César Dujany, l'ancien chef des Démocrates populaires et lancèrent la liste Pour la Vallée d'Aoste. Depuis lors, le parti cessa d'exister.

## Sources
- (ca) Cet article est partiellement ou en totalité issu de l’article de Wikipédia en catalan intitulé « Autonomistes Independents » (voir la liste des auteurs).